# Prionochilus thoracicus
El picaflores pechiescarlata o pica flor de pecho carmín (Prionochilus thoracicus) en una especie de ave del género Prionochilus perteneciente a la familia Dicaeidae. Está volviéndose una especie amenazada debido a la destrucción de su hábitat.

## Distribución y hábitat
Se encuentra en Indonesia, Brunéi, Malasia y Tailandia. Sus hábitats naturales son los bosques bajos y pantanos tropicales y subtropicales.